# En espagnol
En espagnol è una raccolta bootleg del cantante italiano Scialpi, pubblicato nel 2015 dalla RCA. Si tratta di demo con versioni in spagnolo di celebri successi del cantante.

## Tracce
1. Como el halcón
2. Poco a poco (Rocking Rolling)
3. El juego del amor
4. Donde vas
5. Tu eres el silencio (Nel silenzio splende)
6. Para tenerte otra vez
7. Yo soy el amor (Je suis l'amour)
8. Rezaria (Pregherei)

Nota: Completamente cantato in lingua spagnola.